# Янез Крек
Крек Янез Евангеліст (словен. Janez Evangelist Krek; *17 листопада 1865, Светі Грегор — †8 жовтня 1917, Шентянж) — словенський соціолог, літератор, політичний та профспілковий діяч, кооператор, капелан. Прихильник українського національного руху в Австро-Угорщині, адоратор поета Тараса Шевченка. Один із ранніх ідеологів Держави південних слов'ян — Югославії.

## Біографія
Янез Крек народився у селянській родині, рано залишився без батька. 1884 в Любляні закінчив Першу Національну гімназію. Там само вступив до семінарії. 1888 висвячений на священика. Після єпископських освячень, відправлений на богословські студії у Відень. Тут бере участь у християнському молодіжному русі, поліпшує знання іноземних мов.
Деякий час працював капеланом, у серпні того самого року він став вікарієм собору Св. Миколи в Любляні і з 1892 викладав філософію як вільний викладач у Католицькій семінарії в Любляні. 1895 очолює новостворену кафедру фундаментальної теології та філософії, яку він займав до своєї відставки в 1916.
Членом парламенту вперше обраний 1897 від консервативної Словенської народної партії. Роботою у Віденському парламенті не був задоволений, тому в жовтні 1900 відмовився від мандату. 1901 обраний до Земського собору, членом якого він залишався після його переобрання в 1908 і 1913 роках аж до його смерті.

## Творчість
Писав соціальні оповідання (збірка «Чорний буквар селянської науки», 1895).
Добре знав українську мову, фольклор і літературу, захоплювався творчістю Тараса Шевченка. Виступав на Шевченківських вечорах у Відні, про що було згадано у львівському журналі «Зоря» (1897, ч. 10). Популяризував українську народну творчість серед молоді. Любов до українського слова прищепив поетам Йосипу Абраму, О. Жупанчичу, А. Ер'явцю, А. Мерхару та іншим, давав їм читати в оригіналі українські пісні та думи, Шевченкові вірші.
Йосип Абрам присвятив Янезу Креку свій переклад словенською мовою «Кобзаря» Тараса Шевченка.